# Konstantin II.
Konstantin II. (latinsko: Flavius Claudius Constantinus Augustus), cesar Rimskega cesarstva od leta 337 do 340, * februar 316, Arelate, Viennensis, Rimsko cesarstvo, † 340, Oglej, Italija, Rimsko cesarstvo.
Med njegovim kratkim vladanjem so se začeli spori med sinovi Konstantina I.. Njegov poskus, da bi uvejavil pravice prvorojenca, so se končale z njegovo nasilno smrtjo v propadlem vojnem pohodu v Italijo leta 340.

## Življenjepis
Bil je najstarejši, morda nezakonski, sin Konstantina I. Velikega, rojen v Arlesu februarja 316 in vzgojen kot kristjan. 1. marca 317 ga je oče imenoval za cezarja,. Leta 323 se je kot sedemleten otrok udeležil očetovega vojnega pohoda proti Sarmatom.  Pri desetih letih je po smrti svojega polbrata Krispa postal komandant Galije. Na napisu iz leta 330 ima nadimek Alamannicus, ki ga je dobil verjetno po zmagi njegovih generalov nad Alemani. Leta 332 ga je oče imenoval za komandanta vojnega pohoda proti Gotom.
Po očetovi smrti leta 337 je najprej skupaj s svojima bratoma Konstancijem II. in Konstansom vladal kot cesar Rimskega cesarstva. Del cesarstva sta po Konstantinovi smrti dobila njihova bratranca cazarja Dalmacij in Hanibalijan. Takšna delitev je bila kratkotrajna, ker so bratje s pomočjo vojske organizirali pokol skoraj cele družine Konstantina I.. Po pokolu so se srečali v Panoniji in si 9. septembra 337 razdelili Rimsko cesarstvo. Konstantin II., ki ga je vojska razglasila za avgusta,   je dobil Galijo, Britanijo in Hispanijo.
Kmalu se je zapletel v spore med različnimi krščanskimi strujami, ki so rušile enotnost krščanske cerkve. Zahodni del cesarstva, ki se je zaradi močnega vpliva rimskih papežev nagibal h katolicizmu in proti arijanstvu, je kljub temu s posredovanjem pri Konstantinu dosegel osvoboditev aleksandrijskega škofa Atanazija in njegovo vrnitev v Aleksandrijo. Dejanje je zelo vznejevoljilo Konstancija II., ki je bil odločen nasprotnik arijanstva.
Konstantin II. je bil varuh svojega mladoletnega brata Konstansa, ki je vladal v Italiji, Afriki in Iliriku. Kmalu se je začel pritoževati, da je dobil manj ozemlja, kot bi ga moral dobiti kot Konstantinov prvorojenec. Motilo ga je, da je Konstans po Dalmacijevi smrti dobil Trakijo in Makedonijo in od njega zahteval, da mu na ta račun prepusti svoje afriške province. Konstans je želel ohraniti krhek mir, zato se je s tem strinjal.
Stvari so se še bolj zapletle, ko je Konstans postal polnoleten in Konstantin ni več mogel uveljavljati svojega skrbništva. Leta 340 je zato na čelu svoje vojske vkorakal v Italijo. Konstans, ki je bil takrat v Dakiji, je iz svoje vojske izbral del zvestih ilirskih vojaških enot in jih poslal v Italijo, sam pa jim je nameraval slediti z ostankom svoje vojske. Konstantina, ki se je medtem vojskoval v okolici Ogleja, so v Červinjanu ubili iz zasede in Konstans je prevzel oblast nad njegovim delom cesarstva.

### Primarni viri
- Zosim, Historia Nova, 2. knjiga, Historia Nova
- Avrelij Viktor, Epitome de Caesaribus
- Evtropij, Breviarium ab urbe condita

### Sekundarni viri
- DiMaio, Michael in Robert Frakes, Constantine II (337–340 A.D.), D.I.R.
- Jones, AH.M., Martindale, J.R. The Prosopography of the Later Roman Empire, I. del: AD260-395, Cambridge University Press, 1971.
- A. Canduci (2010). Triumph and Tragedy: The Rise and Fall of Rome's Immortal Emperors. Pier 9 Books. ISBN 978-1-74196-598-8.
- Gibbon, Edward, Decline & Fall of the Roman Empire, 1888.

| Konstantin II. Konstantinska dinastijaRojen: 316 Umrl: 340 |                                                                             |                                       |
| Vladarski nazivi                                           |                                                                             |                                       |
| Predhodnik: Konstantin I. Veliki                           | Cesar Rimskega cesarstva 337–340 Služboval ob: Konstanciju II. in Konstansu | Naslednik: Konstancij II. in Konstans |